# Xarxa de Municipis per l'Àguila Imperial Ibèrica

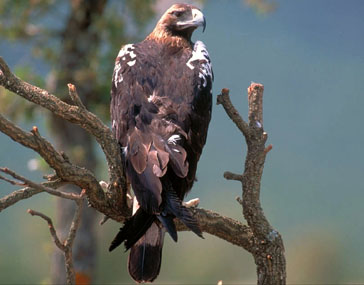
Àguila imperial ibèrica

La Xarxa de Municipis per l'Àguila Imperial Ibèrica (Red de Municipios por el Águila Imperial Ibérica, en castellà) és un col·lectiu de municipis promogut per la Societat Espanyola d'Ornitologia dins del programa Alçant el Vol (Alzando el vuelo) per a promoure la conservació de l'àguila imperial ibèrica (Aquila adalberti), considerant la conservació d'aquesta espècie endèmica en totes les seves polítiques municipals, des de l'urbanisme a l'educació, i fomentant la cooperació amb els propietaris privats. El 2013, la xarxa comptava amb 121 municipis adherits, amb una població total de 1.037.816 habitants i pertanyents a quinze províncies i les cinc comunitats autònomes en les quals està present l'espècie.